# Opština Prokuplje
Prokuplje (kyrill. Прокупље) ist eine Gemeinde (serb. opština) im serbischen Bezirk Toplica. Der Hauptort der Gemeinde ist Prokuplje.

## Ortsteile

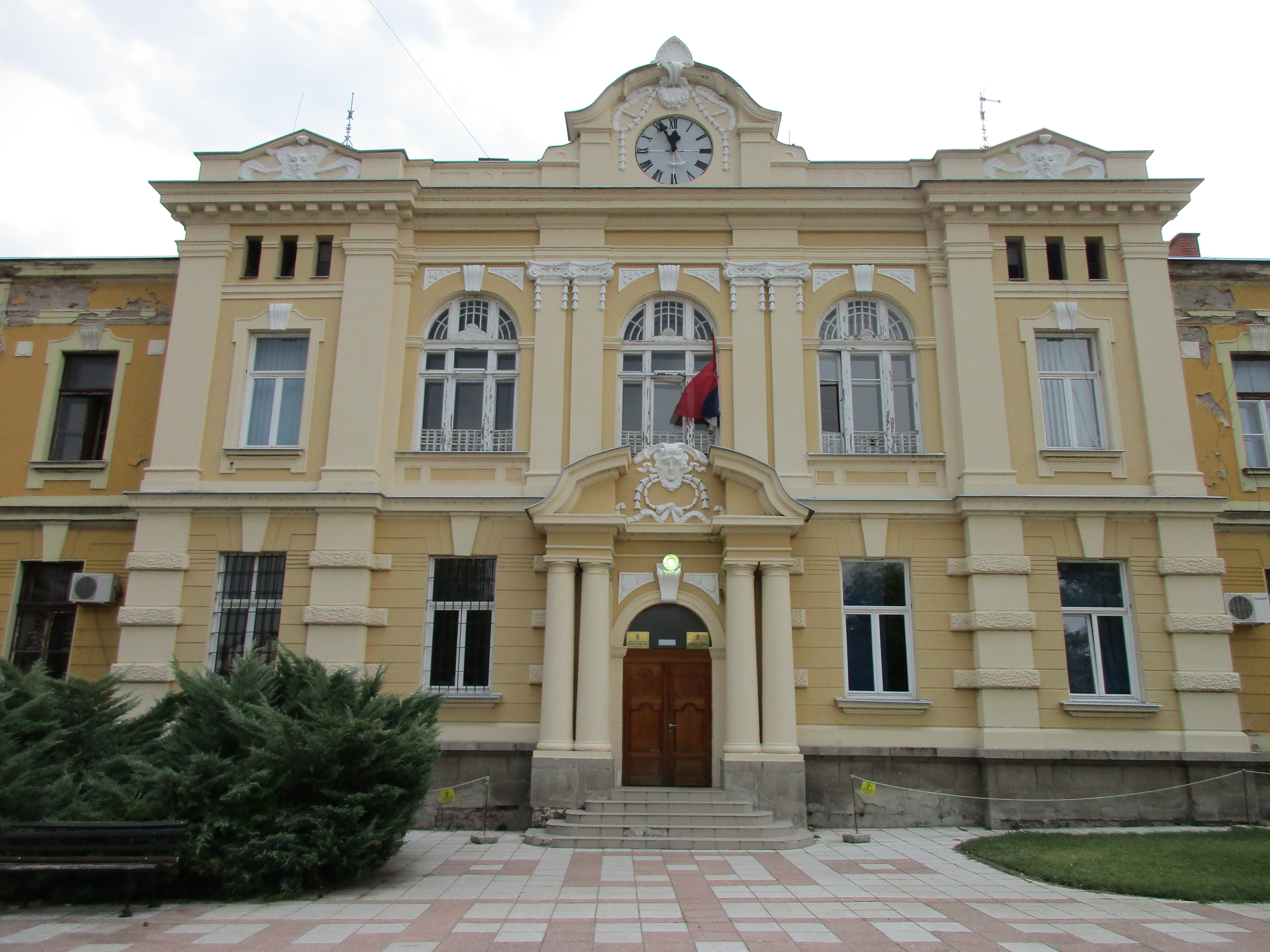
Das Rathaus von Prokuplje

Neben der eigentlichen Stadt umfasst die Gemeinde Prokuplje noch 107 weitere Orte im Umland. Die Gesamteinwohnerzahl beträgt 43.631 (2011). 

## Bevölkerung
Die ethnische Zusammensetzung der Bevölkerung der Gemeinde Prokuplje ist wie folgt:
- Serben: 96 %
- Roma: 3,50 %